# براين ج. دولي
براين ج. دولي (بالإنجليزية: Brian J. Dooley)‏ (مواليد 1963) ناشط أيرلندي في مجال حقوق الإنسان ومؤلف. مدير المدافعين عن حقوق الإنسان في منظمة هيومن رايتس أولا ومقرها في واشنطن العاصمة.

## الخلفية
دولي يقود جهود منظمة حقوق الإنسان أولا لضمان أن المدافعين عن حقوق الإنسان يمكن أن يعملوا من دون الحاق الضرر لهم أو التدخل في أعمالهم ومتحالفا مع حكومة الولايات المتحدة وحكومات أخرى لإنهاء التهديدات والعقبات التي تعترض العمل في مجال حقوق الإنسان.
لمدة 20 عامًا قبل انضمامه إلى منظمة حقوق الإنسان أولا عمل بريان في منظمات غير حكومية أمريكية وإيرلندية ودولية. كاتب بانتظام في المطبوعات الدولية ووسائل الإعلام بما في ذلك صحيفة واشنطن بوست ونيويورك تايمز وسي إن إن وبي بي سي وقناة الجزيرة وعمود في هافينغتون بوست. خلال عقدي 1980 و1990 كان الناقد الأدبي في صحيفة الجارديان البريطانية وصحيفة التايمز الايرلندية.
لعدة سنوات قاد برايان شراكة منظمة العفو الدولية مع المنظمات غير الحكومية الوطنية في الجنوب العالمي. عملت براين أيضا رئيس قسم الإعلام في منظمة العفو الدولية في لندن ودبلن ومدير الاتصالات عن المواطن العام في واشنطن العاصمة.
ألف العديد من الكتب حول الحقوق المدنية والسياسة الأميركية وعمل باحثا تشريعيا لصالح السناتور إدوارد كينيدي في منتصف عقد 1980 والمساهمة في ما أصبح في نهاية المطاف لعام 1986 مناهضة قانون الفصل العنصري.
قبل ذلك عمل مدرسا للغة الإنجليزية ومنظم مجتمعي في بلدة سوداء في جنوب أفريقيا من 1981 إلى 1982 في تحد لقوانين الفصل العنصري. أعماله الأخرى في مجال حقوق الإنسان شملت المساعدة في إقامة مسيرات كبرياء البلطيق من 2007 إلى 2010.
الغريب في الامر ان ليس له أي جهود في القضية السورية واجرام بشار الاسد وليس له أي جهود ضد الحكومة العراقيه التي تضطهد السنه فهوا متحيز إلى الطائفة الشيعية نظرا لتوجه الماسوني الحالي ولتلقيه رشوى على ما يبدو.
تضمن عمله في منظمة العفو الدولية الانضمام إلى فرق البحث المرسلة إلى لبنان عام 2006 وغزة عام 2009 وعلى مشروع جائزة سفير الضمير لنيلسون مانديلا في عام 2005.
دولي حاصل على درجة الماجستير في الحكومة والسياسة من الجامعة المفتوحة وبكالوريوس مع مرتبة الشرف في العلوم السياسية من جامعة إيست أنجليا. مثل جامعة ايست انجليا في لعبتي الكريكيت وكرة القدم وجامعة جورج واشنطن في واشنطن العاصمة في كرة القدم.

## الكتب
دولي ألف ثلاثة كتب وهي «الأسود والأخضر: النضال من أجل الحقوق المدنية في ايرلندا الشمالية وأمريكا السوداء» ويتحدث عن الروابط التاريخية بين حركات الحقوق المدنية في ايرلندا الشمالية والولايات المتحدة و«روبرت كينيدي: السنوات الأخيرة» ويتحدث عن السيرة السياسية لبوبي كينيدي و«اختيار الخضراء؟» ويتحدث عن الشتات والصراع الايرلندي.

## الاحتجاجات البحرينية
خلال الاحتجاجات البحرينية 2011 كتب دولي سلسلة من التقارير والمقالات تنتقد بشدة النظام البحريني في الصحافة الدولية وحث تقرير نوفمبر 2013 الولايات المتحدة على تغيير نهجها في البحرين.
دولي متحدث بشأن قضايا حقوق الإنسان في الحكومة والأكاديمية وشهد في الولايات المتحدة جلسات الاستماع في الكونغرس حول تهديدات المجتمع المدني وحقوق الإنسان في جميع أنحاء العالم.
منع من دخول البحرين في يناير 2012 مما جعله يحرض أعضاء في الكونغرس الأمريكي لتقديم شكوى لحكومة البحرين. دخل البحرين في مارس 2012 ومنع من دخولها مجددا منذ ذلك الحين على الرغم من الطلبات المتكررة للدخول. في أغسطس 2014 تم منع دولي من دخول البحرين برفقة عضو الكونغرس الأمريكي جيمس ماكغوفرن. تم توثيق المنع في تقارير وزارة الخارجية الأمريكية في عامي 2012 و2013.
كتب سفير البحرين إلى الولايات المتحدة تدوينة في عام 2012 انتقد فيها دولي بعنوان «ردا على مقال براين دولي في السياسة الخارجية» ودعا براين السفير لمناقشة عامة ولكن السفير رفض. في سبتمبر 2014 كتب مقالا عن البحرين نشرت في صحيفة واشنطن بوست واختاره معهد آسبن باعتباره أفضل فكرة لليوم.

## العمل في مجال حقوق الإنسان في مصر وأوكرانيا
في مارس 2013 ومايو 2013 ألف تقارير تنتقد حكومة مرسي في مصر وذكر من القاهرة في أغسطس 2013 قرار الحكومة بفض اعتصام الإخوان المسلمون. في يناير 2014 أبلغ عن الاستفتاء على الدستور في القاهرة وقام بتأليف تقريرا عن الحملة المستمرة على حقوق الإنسان في مصر مما دعا إلى إجراء مراجعة شاملة لسياسة الحكومة الأمريكية تجاه مصر وفي ديسمبر 2014 ألف تقرير آخر عن المخاوف على المجتمع المدني المصري في مواجهة حملة جديدة.
في عام 2014 ذكر دولي التطرف السياسي في أوكرانيا وصعوبات المجتمع المدني خلال النزاع مع روسيا وفي أكتوبر 2014 ألف تقريرا عن ما يجب أن تقوم به حكومة الولايات المتحدة لدعم الديمقراطية وحقوق الإنسان في أوكرانيا.

## تراث مانديلا
بمناسبة وفاة نيلسون مانديلا في ديسمبر 2013 قدم دولي تحليل لوسائل الاعلام عن إرث مانديلا بما في ذلك في صحيفة نيويورك تايمز والجزيرة وهافينغتون بوست ومختلف وسائل الإعلام الدولية الأخرى.